# Wapen van Terneuzen

Wapen van de gemeente Terneuzen

Het wapen van Terneuzen toont een Zeeuwse, sleuteldragende leeuw van Axel geplaatst achter de sluisdeuren afkomstig uit het wapen van Sas van Gent. De beschrijving van het wapen luidt: 
"In goud een leeuw van keel, getongd en genageld van azuur, houdende in zijn rechtervoorklauw een sleutel van azuur, komende uit een sluis met twee deuren van keel, die oprijst uit een schildvoet, golvend gedwarsbalkt van vier stukken van zilver en azuur. Het schild gedekt met een gouden kroon van drie bladeren en twee parels."

## Geschiedenis

### Tot 1970
Het oorspronkelijke wapen van Terneuzen bestaat uit het wapen van Zeeland met het verschil dat de Terneuzense leeuw een sleutel in zijn rechterklauw draagt. In 1584 kreeg Terneuzen, dat administratief onder Axel viel, maar in die tijd onder Spaans gezag stond, stadsrechten van Willem van Oranje. Als wapen kreeg Terneuzen het wapen van Zeeland met de sleutel van Axel. De Hoge Raad van Adel bevestigde op 31 juli 1817 het wapen met de volgende omschrijving: 
"Een leeuw van keel (rood), zwemmende op een zee van lazuur (blauw) en zilver en houdende een sleutel van lazuur in zijn rechterpoot, het schild van goud, alles gedekt door een kroon met 5 fleurons, alles van goud."

### Tot 2002
Na de gemeentelijke herindeling van 1970 moest een nieuw gemeentewapen ingevoerd worden. Het was de wens van het gemeentebestuur dat de wapens van Zaamslag, Hoek en Biervliet daarin zouden worden opgenomen. Zo bleef het oorspronkelijke wapen gehandhaafd en droeg de leeuw nu een schild met daarop de wapens van de gemeenten die toegevoegd werden aan Terneuzen. Het schild bestaat uit het wapen van Biervliet (met de penningen), het wapen van Hoek (met de zilveren burcht) en het wapen van Zaamslag, de zwaluw. De kroon met vijf fleurons werd vervangen door een exemplaar met drie fleurons. De beschrijving luidt: 
"Golvend doorsneden, I in goud uitkomende leeuw van keel (rood), getongd en genageld van azuur (blauw) met in zijn rechtervoorklauw een sleutel van azuur, en een gedeeld schouderschild; A. in keel een versmald kruis van goud, in elk kwartier vergezeld van vijf penningen van hetzelfde gesplaatst 2, 1, 2: B. doorsneden; a. in azuur een geopende burcht met drie kantelen van zilver; b. in goud een links geplaatste vliegende zwaluw van sabel (zwart); II. golvend gedwarsbalkt van azuur en zilver van zes stukken. Het schild gedekt met een gouden kroon van drie bladeren en twee parels".

### Tegenwoordig
Op 1 januari 2003 vond voor het laatst een gemeentelijke herindeling plaats. In dat jaar werden de gemeenten Axel en Sas van Gent toegevoegd aan Terneuzen. Het wapen werd daarom gewijzigd. Ontwerper van het wapen is Dingeman de Koning, die het ontwerp maakte in opdracht van de stuurgroep Herindeling Midden-Zeeuws-Vlaanderen. Als toevoeging werden de sluisdeuren van Sas van Gent in gebruik genomen, het schouderschild met daarop de wapens van Zaamslag, Hoek en Biervliet werd daarentegen weer verwijderd. 

## Verwante wapens

Wapen van Zeeland
Wapen van Sas van Gent